# 向塘站
向塘站位于中华人民共和国江西省南昌市南昌县向塘镇，为京九铁路的客货运二等站。该站于1935年启用，目前由南昌铁路局向塘西车站管辖，办理客货运业务。

## 历史
1936年浙赣铁路萍乡至向塘段竣工，是年9月，向塘站建成，1937年9月正式启用。当时的站址位于向九线K1+339，为四等站，仅有一个20平方米的站房和25平方米的候车室，站内共4股铁路。车站的落成给当地经济发展带来了一定的帮助，车站周边很快形成了集市。抗日战争时期，车站遭受了严重的破坏。1948年以后车站被重新修复，还增设了一座113吨水塔。1950年-1951年间，向塘站被扩建。1952年，向东线路所划归向塘站管辖，该站也升级为二等站。1955年，站内又增建了5股铁路。1983年，该站升级为一等站。至20世纪90年代初，向塘站站房面积为1400平方米，候车室面积为600平方米。
1994年，京九线动工兴建。由于原车站的基础设施仍然不能满足京九线建成后的客运需求，向塘站老站房随即被拆除，并在老站房北侧K3+568、原直通场处兴建了新站房和站场。1995年9月25日，新站房落成启用。新向塘站站界总长5公里，占地面积96公顷，站房建筑面积3200平方米。站内有2根正线，9根到发线和7根机走线。是年，向塘站更名为向塘客场，原向塘西站更名为向塘枢纽站。1998年4月10日，向塘站又恢复了原名。当年向塘站共发送旅客66.5万人，入站货物46.9万吨，出站13.9万吨，平均每日通行列车9221辆。
2002年，向塘站改由向塘西站管辖。2014年11月新建向塘综合性货场项目环评公示，拟在向塘站西侧新建一座综合型货场，承接昌福铁路开通后南昌南（现青云谱站）、横岗（现南昌南站）等货场的货运业务。2016年1月，该工程开工。
2020年4月14日，《2020年南昌市重大重点项目投资计划》发布；根据此计划，本站可能更名为“南昌南站”。然而，“南昌南站”之名最后被用于原来的横岗站。

## 车站结构

### 站房
向塘站房建筑面积3200平方米，设有两个450平方米的候车厅和三个站台，可同时容纳3000名旅客乘降、候车。目前仅使用位于一楼的一楼候车室。一号候车室设有六个检票口，其中包括五个旅客列车检票口和一个通勤入口。

### 站场
向塘站规模为3台12线，站台均长577米、宽10米、高0.5米的低站台，包括一个侧式站台和两个岛式站台。站台编号采用“站台数+道次”的方法，共有1道、2道、3道、5道、6道，共计五条旅客列车到发线。
车站设有通往向塘一级物流基地、南昌铁路口岸、南昌工务段向塘线路车间轨料基地、南昌供电段、南昌装备制造有限公司、南昌向塘机场、化肥厂等单位的专用线。其中向塘物流基地位于向塘站西北侧，距离向塘站约4千米，共设线路10条。
| 东↑  |          |                                                     |  |
| Ⅻ道  |          | （生米站） （南昌南站）京九铁路下行正线（向塘西站） |  |
| Ⅺ道  |          | 货车到发线/向东D线（梁家渡站）                      |  |
| 10道 |          | 货车到发线/向东E线（梁家渡站）                      |  |
| 9道  |          | 货车到发线                                          |  |
| 8道  |          | 货车到发线                                          |  |
| 7道  |          | 货车到发线                                          |  |
| 6道  |          | 客车到发线                                          |  |
|      | 岛式     |                                                     |  |
| 5道  |          | 客车到发线                                          |  |
| Ⅳ道  |          | （南昌南站）京九铁路上行正线（向塘西站）            |  |
| 3道  |          | （生米站）客车到发线（向塘机务段）                  |  |
|      | 岛式     |                                                     |  |
| 2道  |          | 客车到发线                                          |  |
| 1道  |          | 客车到发线                                          |  |
|      | 侧式     |                                                     |  |
| 西↓  | 车站站房 |                                                     |  |

## 使用情况
向塘站是京九铁路的枢纽站，处于京九铁路、南昌西环铁路、向梁铁路和向潭铁路的交汇处。目前主要办理京九铁路、沪昆铁路的旅客中转换乘作业，也办理部分直通客、货车作业。該站也是华东地区大型列车垃圾处理站。2006年，有政协委员建议把向塘站更名为南昌南站，以突出其地理位置。
2015年起因南昌站开始改造工程，导致部分股道封锁无法接发、通过列车，因此一部分原本在南昌站作业的列车转移至本站以及南昌西、九江等临近车站接发。
向塘站2019年旅客发送量达到46万人，2023年疫情后为44万人；货运主要办理集装箱、工机、钢铁等货物到发。随着南昌南站客运的开通，规划本站客运功能继续弱化，后续只办理少量客运列车到发作业，转向以货物业务为主。

## 车站周边
- 南昌铁路局向塘机务段
- 京九大酒店
- 向塘村